# Filipijns korfbalteam
Het  Filipijns korfbalteam is een team van korfballers dat de Filipijnen vertegenwoordigt in internationale wedstrijden. De nationale bond heet de  Philippine Korfball Federation (PKF).

## Geschiedenis
Korfbal werd  in 2007 geïntroduceerd in de Filipijnen. Het duurde echter tot 2014 voordat de Filipijnse bond toetrad bij het IKF. Het was hiermee het 61e land dat zich aansloot bij de internationale korfbalbond.
In 2018 maakte het nationale team hun debuut op een internationaal eindtoernooi,  namelijk het Aziatisch-Oceanisch kampioenschap korfbal.
In 2023 had de Filipijnen wat geluk in de aanloop naar het 12e WK. Feitelijk had het team zich niet geplaatst voor dit WK, maar omdat  China zich noodgedwongen moest terugtrekken kwam er een plaats vrij.  Deze kans ging naar de Filipijnen, waardoor het in 2023 voor de eerste keer  in de landsgeschiedenis meedeed aan het wereldkampioenschap.

## Resultaten op de wereldkampioenschappen
| Wereldkampioenschap korfbal |               |             |               |
| Jaar                        | Kampioenschap | Gastheer    | Klassering    |
| 1978                        | 1e WK         | Nederland   | Geen deelname |
| 1984                        | 2e WK         | België      | Geen deelname |
| 1987                        | 3e WK         | Nederland   | Geen deelname |
| 1991                        | 4e WK         | België      | Geen deelname |
| 1995                        | 5e WK         | India       | Geen deelname |
| 1999                        | 6e WK         | Australië   | Geen deelname |
| 2003                        | 7e WK         | Nederland   | Geen deelname |
| 2007                        | 8e WK         | Tsjechië    | Geen deelname |
| 2011                        | 9e WK         | China       | Geen deelname |
| 2015                        | 10e WK        | België      | Geen deelname |
| 2019                        | 11e WK        | Zuid-Afrika | Geen deelname |
| 2023                        | 12e WK        | Taiwan      | 24e plaats    |

## Resultaten op de Wereldspelen
| Wereldspelen |                  |                       |               |
| Jaar         | Kampioenschap    | Gastland              | Klassering    |
| 1985         | 2e Wereldspelen  | Karlsruhe (Duitsland) | Geen deelname |
| 1989         | 3e Wereldspelen  | Karlsruhe (Duitsland) | Geen deelname |
| 1993         | 4e Wereldspelen  | Den Haag (Nederland)  | Geen deelname |
| 1997         | 5e Wereldspelen  | Lahti (Finland)       | Geen deelname |
| 2001         | 6e Wereldspelen  | Akita (Japan)         | Geen deelname |
| 2005         | 7e Wereldspelen  | Duisburg (Duitsland)  | Geen deelname |
| 2009         | 8e Wereldspelen  | Kaohsiung (Taiwan)    | Geen deelname |
| 2013         | 9e Wereldspelen  | Cali (Colombia)       | Geen deelname |
| 2017         | 10e Wereldspelen | Wroclaw (Polen)       | Geen deelname |
| 2022         | 11e Wereldspelen | Birmingham (Amerika)  | Geen deelname |

## Resultaten op de Aziatisch-Oceanische kampioenschappen
| Aziatisch-Oceanisch kampioenschap korfbal |               |               |               |
| Jaar                                      | Kampioenschap | Gastland      | Klassering    |
| 1990                                      | 1e AOKK       | Indonesië     | Geen deelname |
| 1992                                      | 2e AOKK       | India         | Geen deelname |
| 1994                                      | 3e AOKK       | Australië     | Geen deelname |
| 1998                                      | 4e AOKK       | Zuid-Afrika   | Geen deelname |
| 2002                                      | 5e AOKK       | India         | Geen deelname |
| 2004                                      | 6e AOKK       | Nieuw-Zeeland | Geen deelname |
| 2006                                      | 7e AOKK       | Hongkong      | Geen deelname |
| 2010                                      | 8e AOKK       | China         | Geen deelname |
| 2014                                      | 9e AOKK       | Hongkong      | Geen deelname |
| 2018                                      | 10e AOKK      | Japan         | 10e plaats    |
| 2022                                      | 11e AOKK      | Thailand      | 11e plaats    |